# Колодезное (Минская область)
Колодезное (бел. Кало́дзезнае) — деревня в Копыльском районе Минской области Беларуси. В составе Тимковичского сельсовета.

## География
Ближайшие населённые пункты Богуши, Коловка, Раёк и др.

## История
В 1908 году в Тимковичской волости Слуцкого уезда Минской губернии.
До 28 мая 2013 года деревня входила в состав Великораевского сельсовета.

## Население

### Численность
- 2019 год — 9 жителей

### Динамика
- 1908 год — 224 жителей, 53 дворов (застенок)[3]
- 1999 год — 16 жителей (перепись населения)
- 2009 год — 8 жителей (перепись населения)[3]
- 2019 год — 9 жителей (перепись населения)

## Улицы
- Центральная

## Достопримечательность
- Памятник жертвам фашизма[5]